# Borbo impar
Borbo impar là một loài bướm ngày thuộc họ Hesperiidae. Nó được tìm thấy ở Bắc Úc của Úc và Indonesia tới Solomons
Sải cánh dài 30–40 mm.
Ấu trùng ăn các loài Poaceae, bao gồm Panicum maximum, Pennisetum pedicellatum và Rottboellia cochinensis.

## Phân loài
- Borbo impar impar
- Borbo impar lavinia (Waterhouse, 1932)
- Borbo impar tetragaphus (Mabille, 1891)

## Hình ảnh

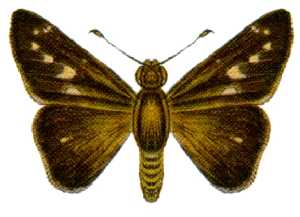
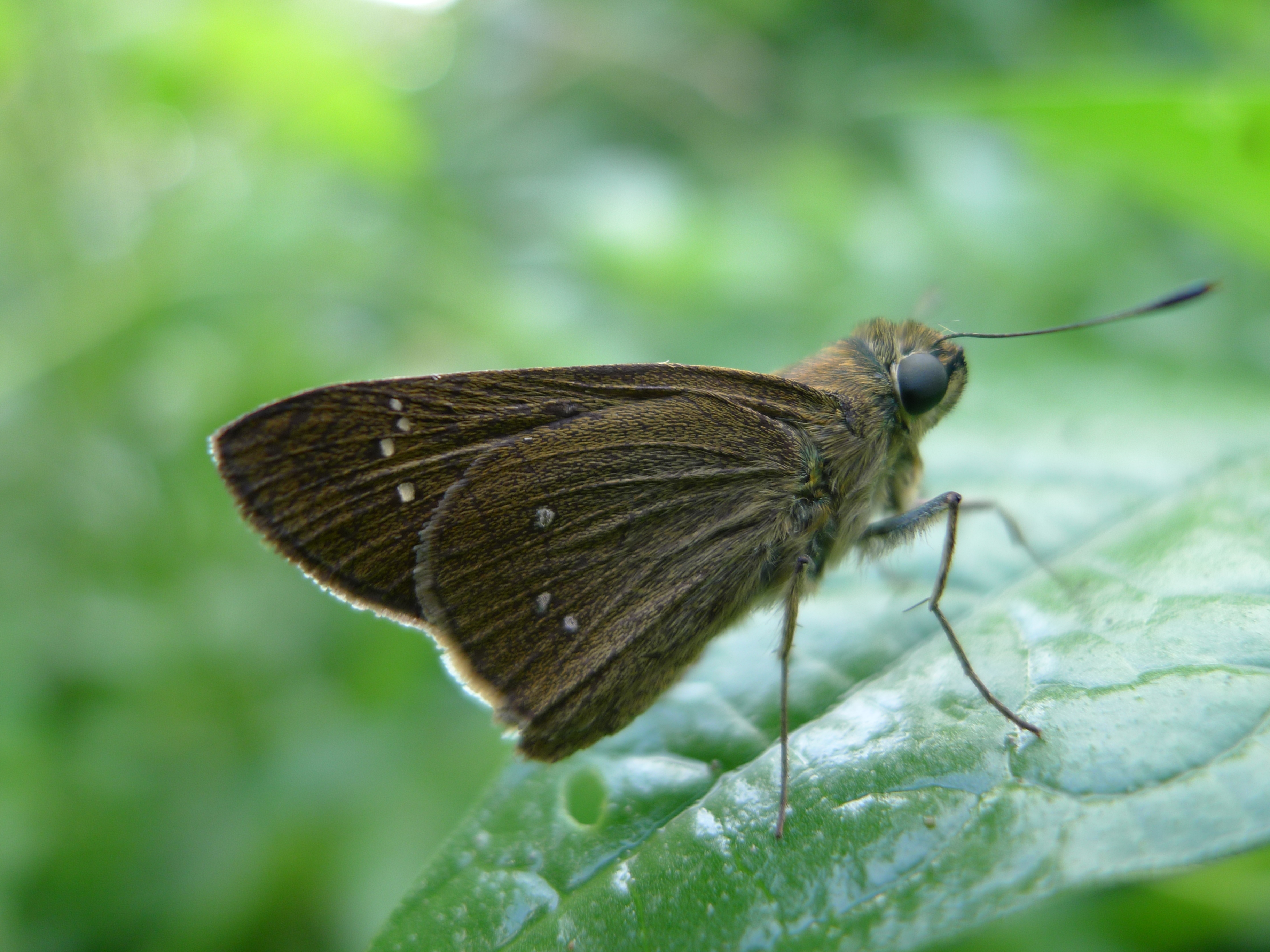
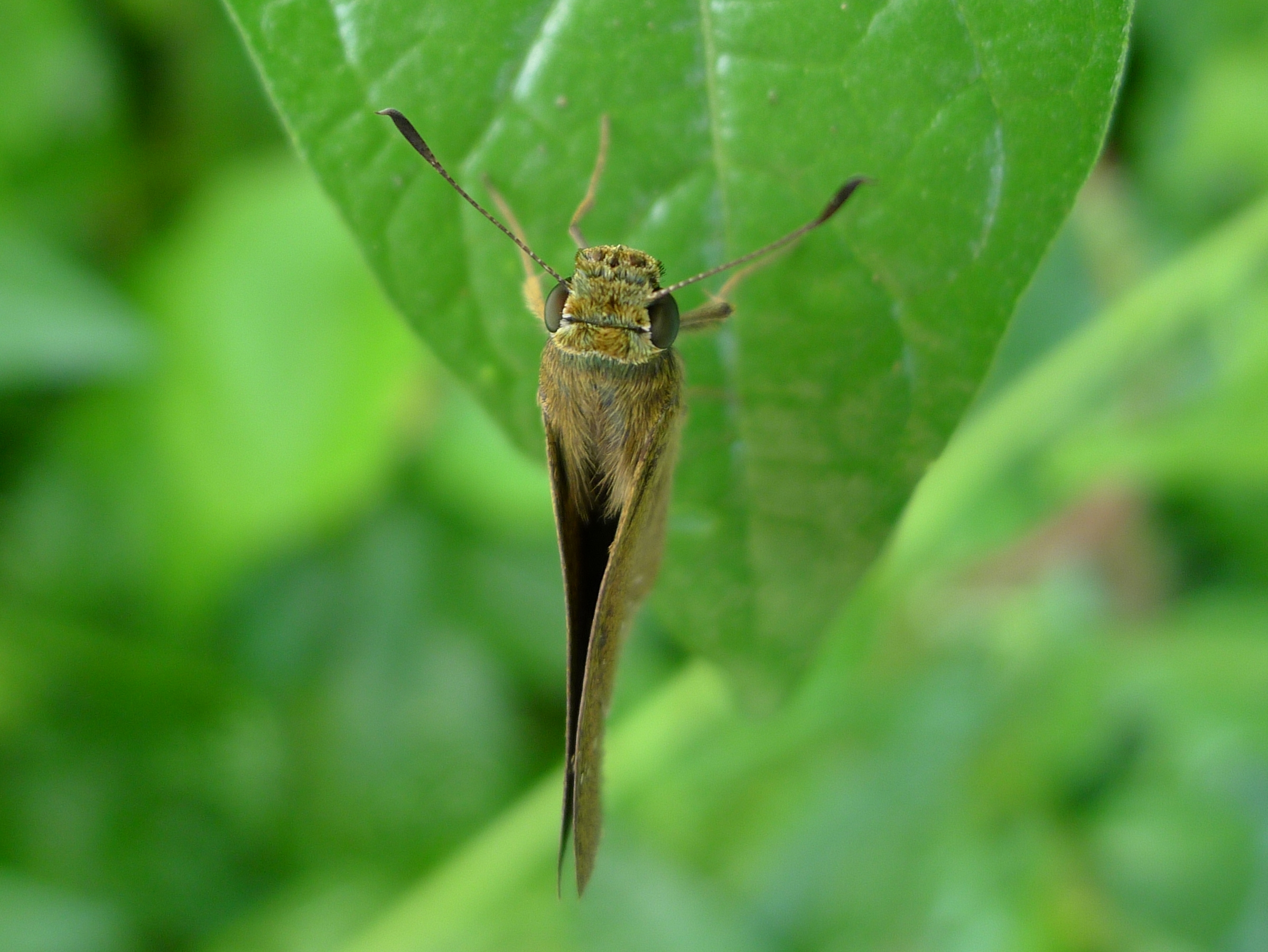
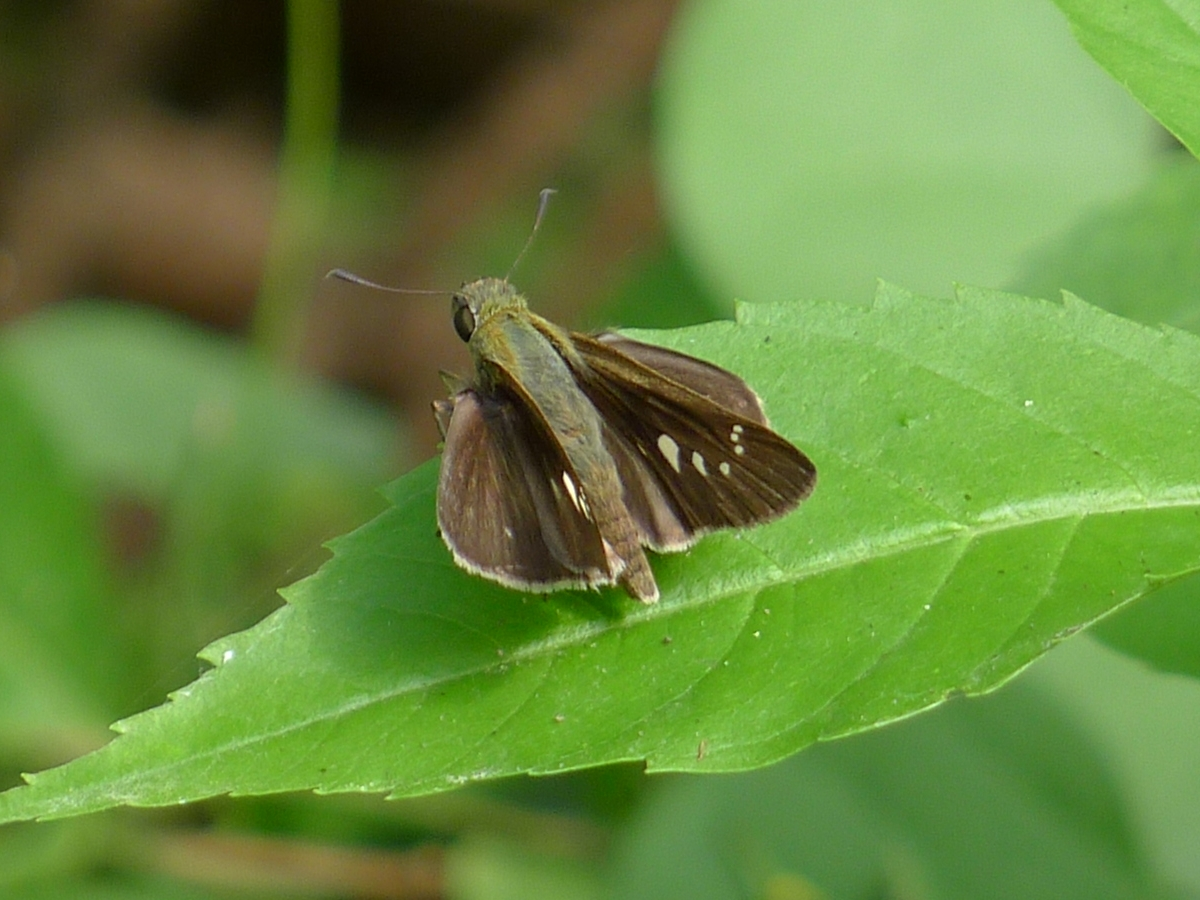